# Bad Girls (film 2005)
Bad Girls (Bad Girls from Valley High) è un film del 2005, diretto da John T. Kretchmer, con protagonisti Julie Benz, Nicole Bilderback e Monica Keena. È basato sul romanzo del 1995, A Fate Totally Worse Than Death di scrittore Paul Fleischman. È stato l'ultimo film dell'attrice Janet Leigh, e dell'attore Jonathan Brandis, entrambi deceduti subito dopo la fine delle riprese.

## Trama
Danielle, Tiffany e Brooke sono le tre ragazze più popolari e più belle del liceo. Sebbene la leader Danielle riesca ad ottenere sempre ciò che desidera, non è tuttavia in grado di attrarre il solitario ed ex atleta Drew a causa del lutto per la morte della fidanzata Charity Chase. Ufficialmente un suicidio, la giovane, in realtà, è stata attirata nei pressi di un dirupo da Danielle, Tyffany e Brook ed uccisa.
Dopo un anno dal giorno della morte di Charity, una studentessa straniera,  la rumena, Katarina, entra nella classe durante la lezione di arte del Professor Chauncey. Lei e Drew diventano subito amici. Danielle gelosa, cerca di fare tutto quanto in suo potere per fermare questa amicizia che piano piano si trasformerà in amore.
Per avvicinarsi a Drew , Danielle va a lavorare presso la casa anziani nella quale il ragazzo sta già lavorando. Le viene assegnato il compito di badare una vecchia signora creduta in coma. Danielle, Tiffany e Brooke utilizzano questa opportunità per sottrarre dall'armadio della vecchia signora la sua scatola di cioccolatini.
Nelle due settimane successive, le tre ragazze notano che gli sta accadendo qualcosa di strano : incominciano a provare dolori alla schiena e i loro capelli piano piano diventano grigi - con orrore scoprono che hanno contratto una "Sindrome di invecchiamento rapido".
Le ragazze credono che ciò che sia successo loro abbia qualcosa a che fare con Katarina, in quanto pensano sia in realtà il fantasma di Charity, tornato per vendicarsi. Le tre decidono che l'unico modo per riconquistare la loro gioventù è quello di uccidere Drew e lasciare che il suo spirito si unisca a quello di Charity.
Nella notte di festa del 18º compleanno di Danielle, le giovani richiamano Drew allo stesso dirupo dove hanno ucciso Charity e tentano di sparargli. Katarina arriva sul posto e afferma di non essere il fantasma di Charity, ma Danielle dopo aver rapidamente meditato su questo, decide comunque di sparare ad entrambi. Sarà Brooke a salvare i due ragazzi disarmando l'amica con l'aiuto di Drew.
Dopo questo episodio, Tyffani è costretta a rimanere attaccata ad una macchina di supporto vitale, mentre Danielle è viva per miracolo. È proprio a questo punto della vicenda che fa capolino l'anziana signora che Danielle aveva creduto in coma: si rivela essere la nonna di Charity e di aver visto e sentito Danielle vantarsi dell'omicidio della nipote. Inoltre svela di aver avvelenato lei stessa i cioccolatini con una sostanza chimica che invecchia, sapendo che le ragazze li avrebbero mangiati. Mentre Danielle e Tiffany avevano mangiato la maggior parte del cioccolato avvelenato, Brooke, non avendone ingeriti molti, non rischiava la morte. Tra i presenti al funerale di Tiffany e Danielle ci sono Drew e Katarina, ormai coppia ufficiale, e Brooke, trasformata da un chirurgo plastico in una donna di 50 anni.

## Produzione
Il film, diretto da John T. Kretchmer su una sceneggiatura di Robert LoCash e Andrew Lane con il soggetto di Paul Fleischman (autore del romanzo), fu prodotto da Bill Sheinberg, Jonathan Sheinberg e Sid Sheinberg per la Bubble Factory e la A Fate Productions. Fu girato a Vancouver in Canada da marzo a maggio 2000. Il titolo di lavorazione fu A Fate Totally Worse Than Death.

## Distribuzione
Il film fu distribuito con il titolo  from Valley High negli Stati Uniti nel 2005 in DVD dalla Universal Home Entertainment.
Altre distribuzioni:
- in Francia il 13 maggio 2004 (Cannes Film Market)
- negli Stati Uniti il 22 marzo 2005 (in DVD)
- nel Regno Unito il 11 giugno 2007 (in DVD)
- in Germania il 19 luglio 2007 (Zickenterror an der High School, in DVD)
- in Italia il 29 agosto 2007 (in DVD)
- in Turchia (Kötü kizlar)
- in Spagna (Las chicas malas del valle)
- in Ungheria (Vén csajok klubja)
- in Italia (Bad Girls)

## Promozione
La tagline è: "Highschool can be Hell, but popularity can be murder!".